# 井上靖記念館
井上靖記念館（いのうえやすしきねんかん）は、北海道旭川市にある博物館。旭川市出身の作家、井上靖を記念して造られた施設である。所在地は旭川市春光5条7丁目5番41号、中原悌二郎記念旭川市彫刻美術館に隣接する。

## 概要

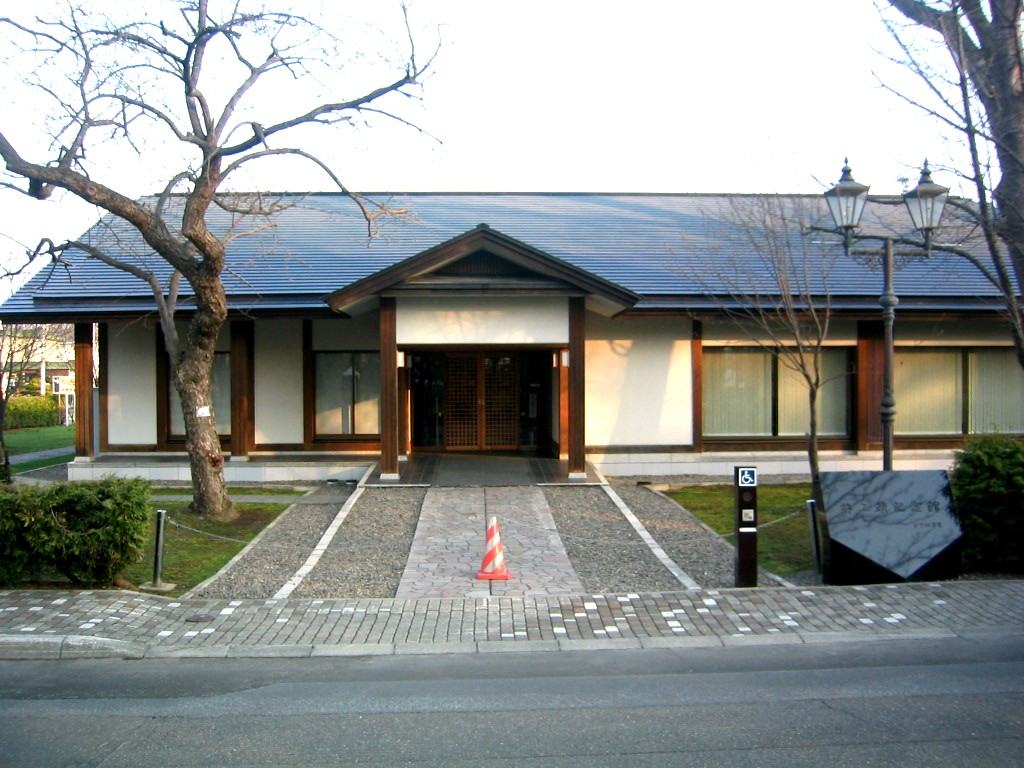
井上靖記念館

井上靖記念館は、北海道旭川市出身の井上靖を記念して作られた施設。1992年7月7日に施設の建設工事が着工、1993年3月13日に竣工、その後1993年7月24日に開館した。総敷地面積は5292m2、延床面積は445m2に及ぶ。旭川の彫刻家、中原悌二郎を記念した、中原悌二郎記念旭川市彫刻美術館（旧旧旭川偕行社）と、春光園に隣接している。開館より無料開放していたが、2006年4月1日より入場は有料となった。隣接する彫刻美術館との共通入場券が購入できるのが特徴である。
館内は109m2の広さを誇るラウンジをはじめ、153m2ある展示室、そのほか研修室や事務室で主に構成されている。館内に展示されているのは主に井上靖にまつわる作品であり、生まれ故郷である旭川市に対する想いをつづった自筆のノートや、彼が残した文学作品とその生原稿、更に彼と親交の深かった芸術家の作品などを展示している。特にラウンジには延べ500冊を超える文学作品が設置されており、入館すればだれでも読むことが可能である。
記念館事業として、記念館を訪れる来館者の増加と記念館及び井上靖に親しみを持ってもらう目的で、館内においてロビーコンサートを開催している。ラウンジで行われるこのロビーコンサートには、ハープやギター、箏やヴァイオリンをはじめとする弦楽四重奏などが行われてきた。また、開館当時より井上靖作品を中心とした講座や読書会を開催。近年では北海道教育大学や旭川医科大学の教授らを招き、井上靖以外の日本文学についても触れている。
その他、文学講演会も開催。井上靖文学と共に、中国の思想家・孔子についての話や、ロシア文学に照らし合わせた講演会を過去に行ってきている。井上靖本人が撮影した写真展を行うなど、館内における企画展も開催されており、ほか紙芝居、文学散歩、原作作品をもとにした映画の鑑賞会など、記念館全体で行うイベントは数多く行われている。広報活動として、記念館では「井上靖記念館報」を2001年4月10日に創刊し、平成26年度には第14号を発行している。
また、2012年5月から、東京都世田谷区にあった井上靖邸の書斎・応接間を移転し、公開している。実際に使用していた執筆机や生涯そばに置いて眺めた陶芸家・河井寛次郎の壺など、当時のままに再現し展示しており、記念館職員による書斎・応接間についてのガイダンスを行っている。
平成26年4月1日から指定管理者 特定非営利活動法人 旭川文学資料友の会による運営に移行している。

## 主な展示品
記念館内に展示されている、井上靖にゆかりのある所蔵品。リストは2007年現在。
- 旭川ノート - 井上靖自身の母親への思いと、誕生した頃の旭川市を綴った直筆のノート
- 「おろしや国酵夢譚」の資料 - 第1回日本文学大賞を受賞した1969年の小説作品、｢おろしや国酔夢譚｣を書き下ろすために集めた資料の数々とその取材ノート
- 遺愛品 - 自身が生前に愛用していたカメラや灰皿、万年筆、眼鏡
- 敦煌取材ノート - 中国・敦煌へ赴き、書き綴ったノート
- 詩の原稿 - 自身が書いた詩の原稿、ほとんどは生誕の地である旭川市について書いた詩である
- 孔子ノート - 第42回野間文芸賞を受賞した作品、「孔子」を執筆するために取材したノート
- 著書 - およそ120冊にのぼる、作品の初版本

## 交通案内
- JR旭川駅→旭川電気軌道バス5・22番で25分「春光園前」下車徒歩すぐ